# Culture Journal
『Culture Journal』（カルチャージャーナル）は、2010年10月6日から2011年1月5日まで日本テレビで毎週水曜日24:59 - 25:29（JST）に放送されていた音楽ドキュメント番組。

## 内容
アーティストを完全密着し、その素顔に焦点を当てる。

## 出演者
- 宮本笑里
- 田野アサミ
- 山岸舞彩

## スタッフ
- ナレーション：小野寺一歩
- 構成：佐藤公彦、川原慶太郎
- TM：高木冬夫
- SW：松嶋賢一
- CAM：田代義昭
- VE：星勇次
- MIX：小原正広
- LD：名取孝昌
- 美術：松崎純一
- デザイン：本田恵子
- CG：冨田一起
- テロップ：斉藤義行
- 編集：御供孝裕、村上友佳子
- MA：浜口崇
- 音効：高崎正広
- 協力：NiTRO
- 編成：中野裕子、植野浩之
- デスク：岡野純香
- TK：桜井えみこ
- AD：鈴木克則、曽根康平
- ディレクター：斉藤雅人、吉田稔、山口美和、森貴志、武藤之博、田島たけし、清水亮、石川直志、橋本浩之、松尾智法、北條淑子
- 演出：鴨井義明、日山裕文、本多哲也、竹山耕太郎
- 演出・プロデュース：山崎大介
- プロデューサー：小林将高、高安彰、木藤憲治
- チーフプロデューサー：実成俊也
- 制作協力：AXON、スパイスファクトリー
- 企画制作：日本テレビ
- 製作著作：D.N.ドリームパートナーズ

## ネット局
| 放送対象地域 | 放送局         | 放送期間                       | 放送日時             | 備考           |
| ------------ | -------------- | ------------------------------ | -------------------- | -------------- |
| 関東広域圏   | 日本テレビ     | 2010年10月6日 - 2011年1月5日   | 水曜 24:59 - 25:29   | 制作局         |
| 中京広域圏   | 中京テレビ     | 2010年10月13日 - 2011年1月19日 | 水曜 26:15 - 26:47   |                |
| 福岡県       | 福岡放送       | 2010年10月14日 - 2011年1月20日 | 木曜 25:13 - 25:43   |                |
| 長崎県       | 長崎国際テレビ | 2010年10月22日 - 2011年1月21日 | 金曜 25:53 - 26:23   |                |
| 近畿広域圏   | 読売テレビ     | 2011年1月19日 - 4月29日        | 金曜 26:30頃 - 27:04 | キン★ドン第4部 |

- 読売テレビでは、2011年3月30日までは水曜 25:59 - 26:36に放送。4月8日から上記の日時に移動した。

## 関連番組
- NEWS ZERO

芸能・文化・エンターテインメントのニュースコーナーがある。
宮本が不定期で「ゼロカルチャー」キャスターとして参加。
2013年4月からは山岸がニュース・カルチャーキャスターとして参加。